# Asura excurrens
Asura excurrens là một loài bướm đêm thuộc phân họ Arctiinae, họ Erebidae.